# BAP Chanchamayo
La cañonera BAP Chanchamayo, fue una corbeta de guerra de la Marina de Guerra del Perú, construido en Gran Bretaña, junto con su gemela, la Pilcomayo. Ambas arribaron al Callao en enero de 1875. 
La Chanchamayo solo estuvo en servicio dieciocho meses, pues naufragó frente a Falsa Punta Aguja (costas de Piura), en 1876. 

## Construcción
En 1871, el gobierno peruano presidido por el coronel José Balta se enteró de que Chile había contratado la construcción de dos poderosos buques blindados (que serían el Cochrane y el Blanco Encalada). Esto entrañaba un grave peligro, pues la marina de guerra peruana quedaría en patente inferioridad ante su par chilena. El gobierno envió entonces a  Gran Bretaña, en febrero de 1872, una comisión presidida por el capitán de navío Manuel Ferreyros, con el encargo de gestionar la construcción de dos navíos blindados y dos cañoneras. Lamentablemente para el interés peruano, la caída y muerte de Balta interrumpieron las gestiones de Ferreyros, y si bien es cierto que más tarde se reanudaron cuando Manuel Pardo era presidente (1872-1876), no se puso el mismo interés, debido a la crisis económica que atravesaba la nación. En el presupuesto del bienio 1873/74, se consignó, para el gasto respectivo, la partida de S/. 4 millones, pero la crisis fiscal era tan espantosa, que no pudo ser cubierta.  Solo se contrataron la construcción de las dos cañoneras, que fueron la Pilcomayo y la Chanchamayo. Ambas fueron construidas entre 1872 y 1874 en los astilleros de Money Wigram & Sons en Blackwood, Gran Bretaña, y partieron rumbo al Perú al mando del capitán de navío Alejandro G. Muñoz, arribando al Callao el 11 de enero de 1875. 
El nombre de este buque evocaba a un río de la selva peruana, el Chanchamayo; en cuanto al nombre de la Pilcomayo, se trató de una equivocación del pintor, que le puso el nombre de un río argentino, cuando en realidad debió llamarse Putumayo (como el río peruano del mismo nombre).
Cada una tuvo un costo de £ 25,85 por cada tonelada de registro, £ 73,3 por HP nominal, siendo el costo total de S/. 170 mil cada una.

## Características generales
Su casco de madera de teca, clavado y forrado en cobre y reforzado con curvas diagonales por fierro galvanizado. Su maquinaria, fabricada por la empresa J. Penn & Company de Greenwich, especificaba una potencia de 1080 cv, alcanzando una velocidad máxima de 12,5 nudos medida el 7 de agosto de 1874, superior en un nudo a la de su gemela Putumayo. 
Su máquina era horizontal de simple efecto, compound, de potencia nominal de 180 HP y potencia indicada de 1.080 HP con 4 calderas.
Su armamento consistía en 6 cañones: dos Armstrong de 70 libras y 6 pulgadas, uno a estribor y otro a babor, y cuatro Armstrong de 40 libras y 4.75 pulgadas, dos por banda. 

## Servicio
Su primer comandante fue el capitán de navío Ruperto Alzamora (desde el viaje de Inglaterra al Callao). El 15 de marzo de 1875, por orden superior, pasó el mando al segundo comandante, teniente primero Eugenio Raygada. A su vez, Raygada entregó el mando, el 5 de mayo, al capitán de corbeta Elías Aguirre Romero, quien sería su último comandante.
En general, solo alcanzó a cumplir tres comisiones al litoral norte, la tercera de las cuales se interrumpió en la travesía al Callao, por el siniestro ocurrido en 1876 frente a las costas de Piura.

## Naufragio

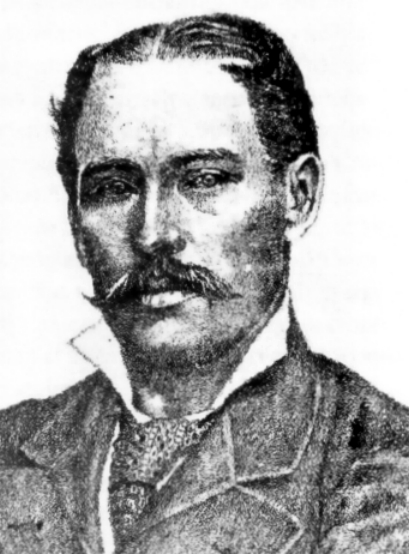
Elías Aguirre Romero, último comandante de la Chanchamayo.

En la noche del 13 de julio de 1876 la Chanchamayo naufragó frente a Falsa Punta Aguja, en la costa norte peruana. La causa fue el choque con un banco de arena, debido a que no se hizo el cálculo adecuado de la distancia a la playa, virando la nave a destiempo. La plana mayor de la cañonera al momento del naufragio estaba conformada así: 
- Comandante, capitán de corbeta Elías Aguirre Romero.
- 2.º comandante, capitán de corbeta Eugenio Raygada.
- Teniente segundo Eduardo Hidalgo.
- Alférez de fragata Gervasio Santillana.
- Alférez de fragata Aurelio Gaviria.
- Alférez de fragata Octavio Cavero.

El cuerpo político estaba representado por el contador, oficial segundo, César Alvarado.
Para el recojo de los náufragos fue enviado el vapor Jirafa, al mando del capitán Guillermo García y García. No hubo víctimas; también se pudo salvar los pertrechos y demás artículos del buque.

## Consecuencias
Además del perjuicio económico para el Fisco, la desgraciada pérdida de la Chanchamayo significó la reducción del poderío naval peruano, ya mermado por la pérdida de la corbeta América durante el maremoto de Arica de 1868. La terrible crisis económica motivó además el abandono de la política de adquisiciones navales impulsada por el presidente Balta, que no fue continuada por sus sucesores, pese a que entre 1874 y 1876 llegaron a aguas chilenas los acorazados Cochrane y Blanco Encalada. Para algunos historiadores peruanos, la Guerra del Pacífico se perdió en realidad cuatro años antes de su estallido, cuando Chile superó al Perú en poderío naval. 
El comandante de la cañonera siniestrada, Elías Aguirre, fue enjuiciado. Con gran desprendimiento, éste defendió a todos sus oficiales y pidió para él todo el rigor de la ley. Fue condenado a seis meses de prisión y a dos años de suspensión de su empleo. Su prisión lo cumplió a bordo de la Pilcomayo. Luego se le concedió licencia para residir en el puerto de Iquique, por encontrarse enfermo de reumatismo. Volvería al servicio de manera voluntaria en 1879, al estallar al guerra con Chile, en la que se cubrió de gloria, muriendo en el Combate de Angamos, luego de asumir el mando del monitor Huáscar en reemplazo del almirante Miguel Grau.